# 23472 Rolfriekher
23472 Rolfriekher este un asteroid din centura principală, descoperit pe 10 octombrie 1990, de Lutz Schmadel și Freimut Börngen.